# Франсуа Тома д’Уазеле Перрено де Гранвель
Франсуа Тома д'Уазеле Перрено де Гранвель (фр. François Thomas d'Oyselet Perrenot de Granvelle; 1589 — 5 января 1629, Безансон), граф де Кантекруа, князь Священной Римской империи — государственный деятель Испанских Нидерландов и Священной Римской империи.

## Биография
Сын Пьера Антуана д'Уазеле, барона де Вильнёва, губернатора Доля, и Перонны Перрено де Гранвель, внучатый племянник кардинала Антуана Перрено де Гранвеля.
В 1607 унаследовал часть владений дяди Франсуа Перрено де Гранвеля, графа де Кантекруа, последнего мужского представителя рода. В соответствии с завещанием, принял имя и герб семьи своей матери.
5 мая 1616 продал графство Кантекруа, сохранив за собой титул. Был дворянином палаты правителей Нидерландов эрцгерцогов Альбрехта VII и Изабеллы, и их послом при короле Богемии.
Стал камергером и членом тайного совета при императоре Фердинанде II, который дипломом, данным в Вене 3 декабря 1620, возвел Франсуа Тома в достоинство имперского князя.
В 1621 пожалован королём Филиппом IV в рыцари ордена Золотого руна.
В 1628 году назначен на должность рыцаря-советника Дольского парламента, на место Шарля де Тайяна, барона де Монфора.

## Семья
Жена (10.02.1608, Прага): маркграфиня Каролина Австрийская (1590—12.02.1662), княгиня Священной Римской империи, легитимированная внебрачная дочь императора Рудольфа II от Эуфемии фон Розенталь.
Сын:
- Эжен-Леопольд Перрено де Гранвель (1610—02.1637), граф де Кантекруа. Жена (1635): Беатриса де Кюзанс (1614—1663), дочь Клода-Франсуа де Кюзанса, барона де Бельвуар, и Эрнестины фон Виттхем, виконтессы де Себур